# 胡桃里
胡桃里音乐酒馆（Hutaoli Music Restaurant & Bar）是一家音乐连锁酒馆（餐厅），在中国简称为胡桃里。
胡桃里音乐酒馆始于2013年，起源于广东深圳，在酒馆里面提供中式食品和个人演唱活动。现在由合纵文化集团经营管理。2017年起，相继在澳大利亚悉尼、美国、英国等国家地区开店。

## 历史
2013年，胡桃里起源于合纵文化的员工食堂，起因于合纵文化的艺人经常到食堂排练，员工在吃饭同时艺人在唱歌，看起来像一个音乐餐吧。
2014年8月，胡桃里旗舰店正式在南宁落地。

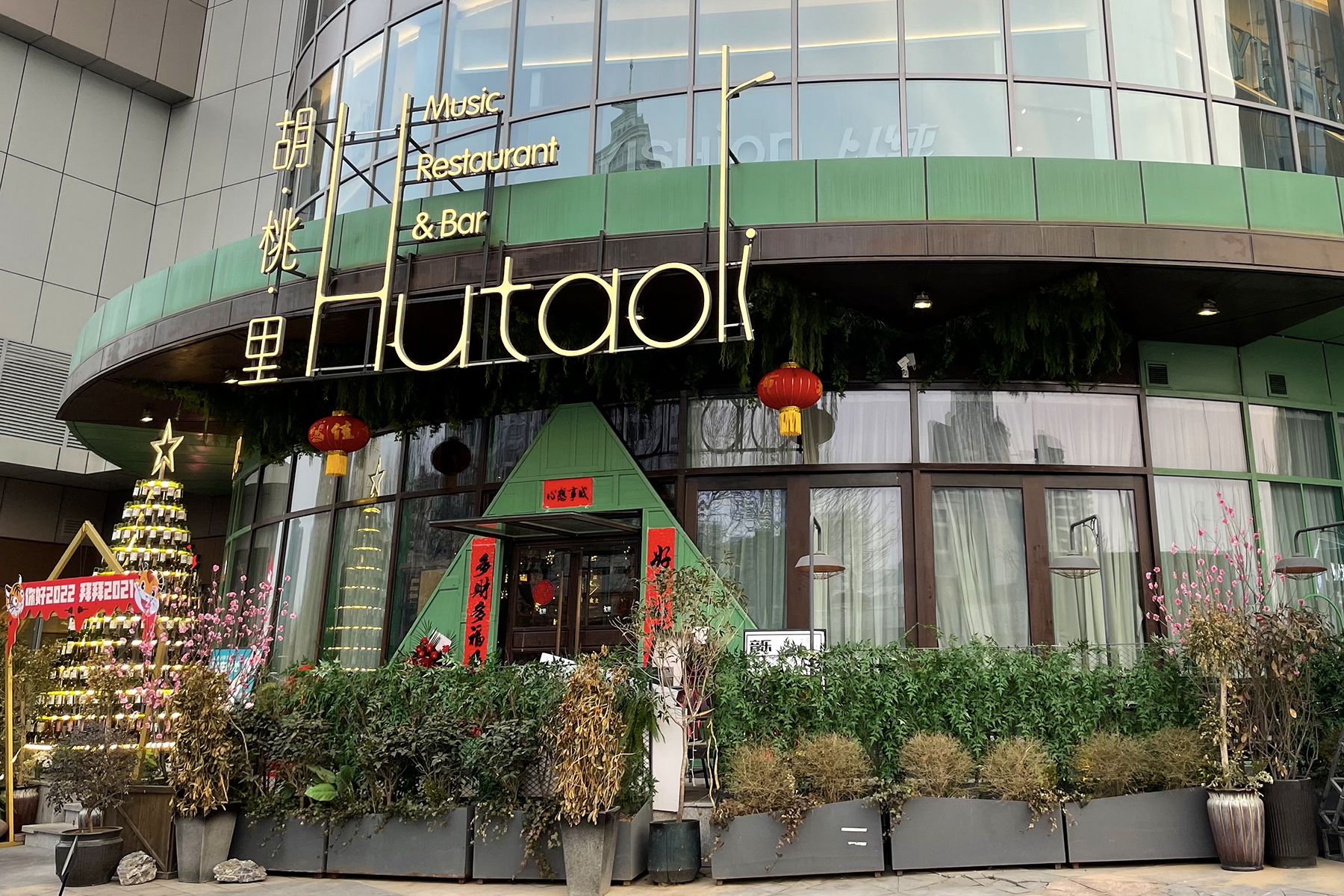

2015年在福建厦门开设第一家品牌加盟店，此后在全国各地开启特许经营模式。
2017年10月，胡桃里在澳大利亚悉尼店开业，然后陆续在澳大利亚，美国，英国等国家开设连锁店。
2021年，升级为2.0新模式，更新形象——大吉他门头，空间设计及LOGO。